# Federico I. de’ Rossi

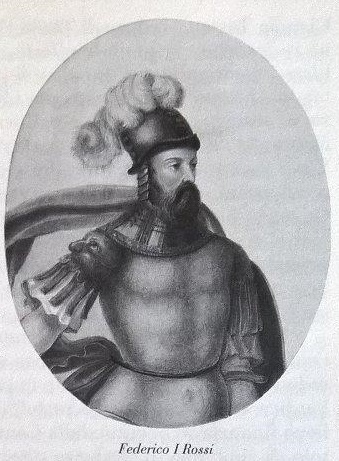
Federico I. de’ Rossi

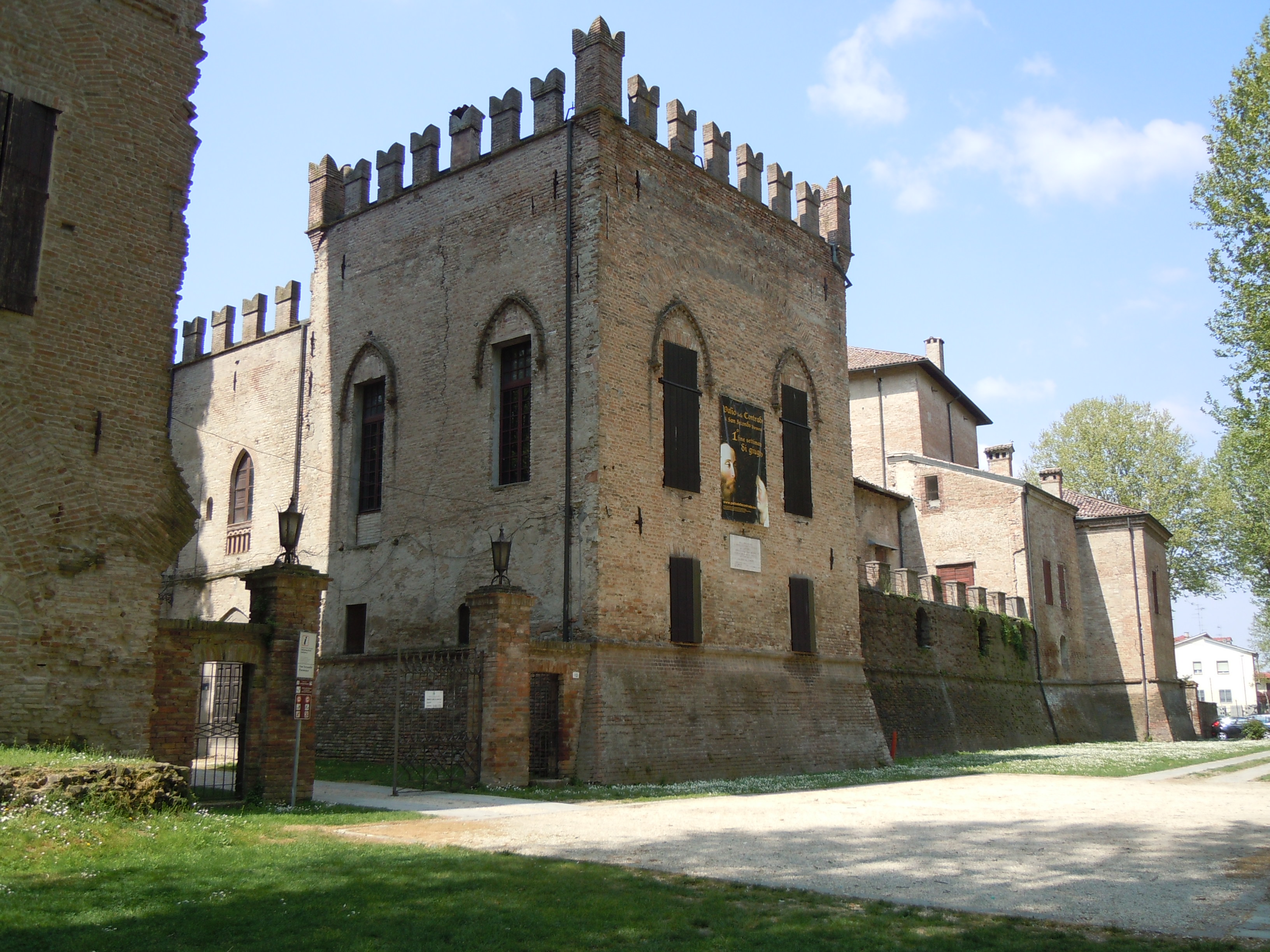
Rocca dei Rossi in San Secondo

Federico I. de’ Rossi (* 18. Mai 1580 in San Secondo; † 22. März 1632 ebenda) war ein italienischer General und Adliger, sowie 5. Markgraf von San Secondo.

## Biografie
Federico I. war der Sohn von Pietro Maria de’ Rossi und Isabella Simonetta, sowie ein Enkel von Troilo II. de’ Rossi. Im jugendlichen Alter von nur 13 Jahren folgte er seinem Stiefbruder Troilo III., der mit nur 18 Jahren 1593 seinen Kriegsverletzungen erlegen war, als Markgraf von San Secondo nach. Er diente in den Reihen des Herzogtums Mailand und wurde zum Maestro di Campo ernannt, als die lombardische Stadt von den Truppen des französischen Königs Heinrichs IV. angegriffen wurde. Er nahm anschließend auf Befehl von Pedro de Toledo am Mantuanischen Erbfolgekrieg teil und zeichnete sich im piemontesischen Theater in Verrua di Vercelli aus. Später diente er den Genueser im Streit um den Besitz der Markgrafschaft Zuccarello.
Dank der Söldnerdienste, die Federico in verschiedenen Staaten ableistete, war er ein reicher Mann, der Anfang des 17. Jahrhunderts Einnahmen von etwa 14.000 Scudi hatte; er steigerte auch das Ansehen seiner Familie dank berühmter Heiraten, die leider mit dem kurzen Leben seiner Gattinen verbunden waren: 1596 heiratete er Isabella, die Tochter des Grafen Renato Borromeo und Nichte des Kardinals Federico Borromeo. 1603 heiratete er Caterina Sforza und schließlich 1609, in dritter Ehe, Orsina di Taddeo Pepoli. Die Einkünfte und Mitgiften der Ehefrauen erlaubten Federico, große Werke in seinem Lehen zu tun, darunter die Restaurierung und Komplettierung der Burg oder 1610 die Stiftung des Kapuzinerklosters, das außerhalb der Siedlung San Secondo in Richtung Roccabianca lag; das Kloster wurde in den ersten Jahren des 19. Jahrhunderts geschlossen und Mitte des 20. Jahrhunderts abgerissen. Unter den stadtplanerischen Werken, die er in San Secondo vorantrieb, war auch der Baubeginn des ‚‚Ospedale di Misericordia‘‘.
Er starb 1632 an Gicht.

## Verwandte

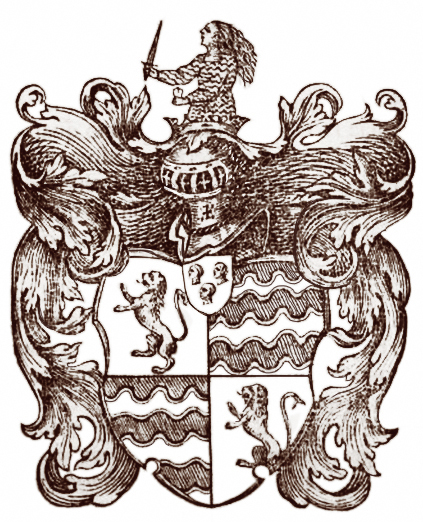
Wappen der Rossis von San Secondo

Aus der ersten Ehe vom Federico I. mit Isabella Borromeo stammen fünf Kinder:
- Pietro Maria (1597–1620)
- Federico (1598–1626)
- Isabella (1600–?)
- Troilo IV. (1601–1635)
- Ersilia (1602–?)

Die zweite Ehe von Federico I. mit Caterina Sforza blieb kinderlos.
Aus der dritten Ehe von Federico I. mit Orsina di Taddeo Pepoli gingen ebenfalls fünf Kinder hervor:
- Pier Maria IV. (1620–1653)
- Eleonora (1622–?)
- Orsina (1623–?)
- Scipione I. (1628–1715)
- Ettore (1629–?)